# Sportcomplex De Dogger
Sportcomplex De Dogger is een sportcomplex in Den Helder (Nederland). Het is de thuisbasis van voetbalclub HCSC. Tot 2008 speelde ook WGW op het terrein, na plannen voor een nieuw ziekenhuis op een gedeelte van het complex verhuisden zij naar De Streepjesberg. De clubs speelden op gescheiden velden, met ieder z'n eigen tribunes en sportkantine.
Door de plannen voor het ziekenhuis verdween een gedeelte van de grond als sportveld. Het complex bestaat nu uit twee natuurgrasvelden en één kunstgrasveld. Rond 2010 werd er een nieuwe tribune met clubgebouw gebouwd en werd het oude gebouw gesloopt. De voormalige kantine en tribunes van WGW werden ook gesloopt.
Op het terrein zijn ook twee asfalt buitenhandbalvelden te vinden van handbalvereniging D.S.O.

## Afbeeldingen 'De Dogger'

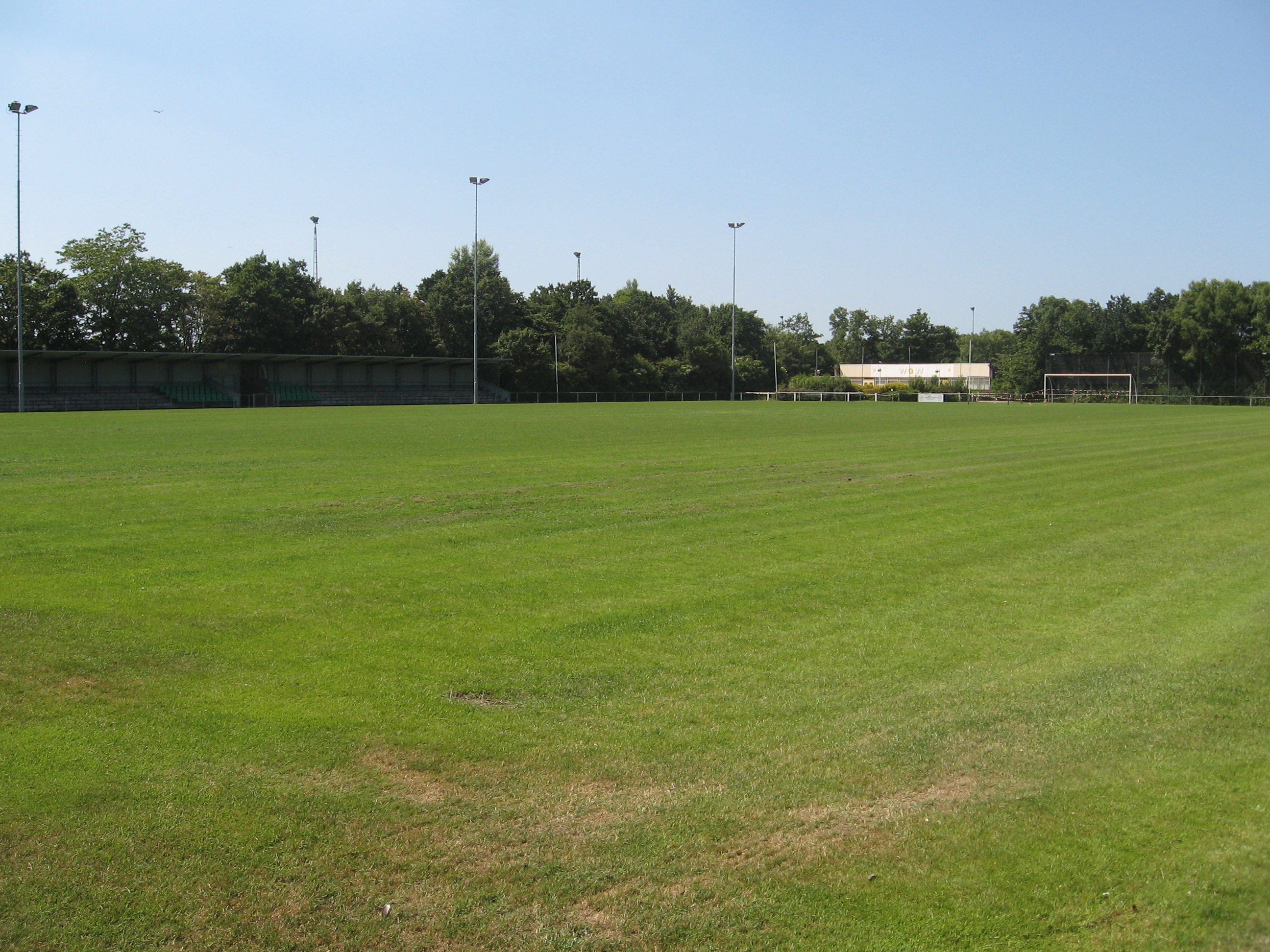
Sportcomplex De Dogger (net ingezaaid)
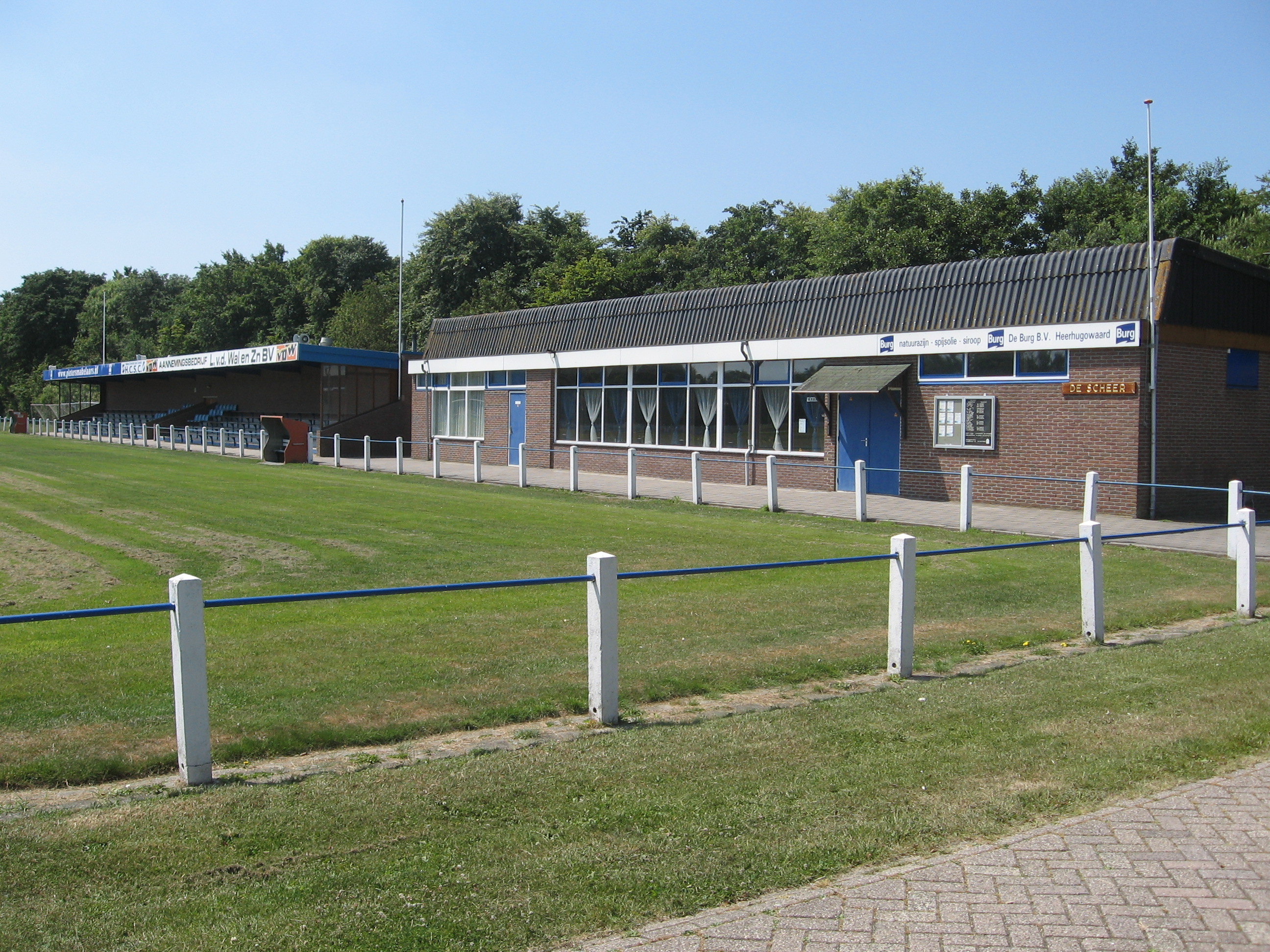
De oude hoofdtribune en kantine (2010) van HCSC.